# Senka koja je izazvala Šerloka Holmsa
Senka koja je izazvala Šerloka Holmsa je epizoda strip serijala Priče iz baze "Drugde" premijerno objavljena u Srbiji u #25. obnovljene edicije Zlatne serije koju je pokrenuo Veseli četvrtak. Sveska je izašla 19. novembra 2020. god. i koštala 350 dinara (3,45 $; 2,96 €). epizoda je ima ukupno 174 strane. 

## Originalna epizoda
Ova epizoda objavljena je premijerno u Italiji kao #3 godišnje edicije pod nazivom L'hombra che sfido Sherlock Holmes.. Originalno je izašla 1. novembra 2000.

## Kratak sadržaj
Aprila 1896. godine Anderson i Holms (prerušeni, inkognito, kao ekskluzivni klijenti pod imenima Sigerson i Maklaklan, stižu u zamak u Kanadi blizu granice sa SAD. U zamku se nalazi Hell’s Fire Club, koji vodi Moris Čalfonte. Klub je poznat po organizovanju orgija za ugledne, uticajne i bogate klijente. Čalfonte, međutim, u drugoj prostoriji krije i tajanstveno stvorenje iz Crne lože. Detektivima pokazuje prsten koje je stvorenje nosilo. U zamaka upada policija koja hapsi sve učesnike orgija. Jedino Čalfonte uspeva da se spasi. Anderson i Holms u zamku nalaze ženu pod imenom Anđela koja tvrdi da može da se kreće kroz vreme.
Holms i Anderson kreću u gradić u podnožju Vrhova blizanaca (Tvin Piks) u kome pokušavaju da nađu ulaz u Crnu ložu. (Holms veruje da će u njoj naći mnoga objašnjenja za misteriozne prolaze kroz vreme, poreklo Crne senke, ali i da pronađe sopstvenog brata). Nakon susreta i razgovora sa profesorom Hilom, Holms uspeva da naše ulazu u Crnu ložu u kojoj sreće Henrija Hadsona, koji od Holmsa traži prsten koji bi mu pomogao da se vrati u Belu ložu, iz koje je davno proteran. Holms mu pokazuje prsten koji je nosila Anđela. Da bi se izvukao iz Crne Lože, Holms i Hadson igraju igru zagonetki u kojoj Holms pobeđuje. Za nagradu uspeva da napusti Ložu i iz nje povede sve prijatelje. Hadson zauvek ostaje zarobljen u Loži.
Epilog. Radnja se vraća u 2000. godinu. Tadašnji šef baze "Drugde" službenicu Anđelu šalje na poseban zadatak u gradić u podnožju Vrhova blizanaca.

## Inspiracija serijalomTvin Piks
Ime kluba je Hell’s Fire. Jedan od dvojice posetilaca se predstavio kao Meklaklan, što je ime glumca koji je u seriji Tvin Piks glumio agenta Kupera. Lozinka na ulasku u Hell’s Fire Club je „Vatro, hodaj sa mnom“, što je ime filma iz 1992. godine, koji je usledio nakon završetka serije, a u kome se prikazuje poslednjih sedam dana života Lore Palmer.

## Ostali poznati likovi
U epizodi se pojavljuju Irena Adler i prof. Moriarti, čuveni Holmosvi protivnici. Inžinjer Robur, Parni Čovek, prof. Čelendžer, Kanadska konjička garda. 

## Crna i Bela loža
Lože simbolizuju dobro i zlo. Oni se prvi put pojavljuju u romanu Talbota Mandijua The Devil's Guard iz 1926. Crna loža se pojavljuje u seriji Tvin Piks iz 1991. godine.

## Prethodna epizoda
Ovo je nastavak događaja iz epizode Zlatne serije #15 pod nazivom Stvor koji vreba u magli. Nastavak ove epizode biće objavljen u #35 pod nazivom Čovek koji je pripovedao priče.